# Divini Illius Magistri
Divini illius Magistri (O chrześcijańskim wychowaniu młodzieży) – encyklika papieża Piusa XI z 31 grudnia 1929. 
Zawiera rozważania na temat podziału zadań z zakresu wychowania młodzieży, pomiędzy Kościół katolicki, rodzinę i państwo. Wyszczególnia prawa wychowawcze wszystkich z tych jednostek, formułuje pojęcie przedmiotu wychowania, krytykuje zasady naturalizmu pedagogicznego, porusza sprawę wychowania seksualnego i koedukacji. Opisuje także postulowane pozytywne środowisko wychowania młodzieży, rolę neutralnej szkoły, nauczycieli i Akcji Katolickiej w procesie wychowawczym. Definiuje zagrożenia świata zewnętrznego, mogące wpływać na wypaczenia procesu socjalizacji. Pochwala stosowanie kar cielesnych. W ostatnim rozdziale przedstawia cel i formę chrześcijańskiego wychowania, w tym urobienie prawdziwego chrześcijanina. Jako wzór wychowania i mistrza w tym zakresie pokazuje Jezusa Chrystusa. 